# Феодосійська міська рада
Феодосі́йська міська́ ра́да (крим. Kefe şeer şurası) — адміністративно-територіальна одиниця та орган місцевого самоврядування у складі Феодосійського району Автономної Республіки Крим. Адміністративний центр — колишнє місто республіканського значення Феодосія.

## Загальні відомості
На південному заході межує з Судацькою міською радою, на північному заході з Кіровським районом, на сході з Ленінським районом. На південному сході омивається водами Чорного моря.
Регіон розташований на південно-східному березі Криму, в рекреаційній зоні республіки та відомий в основному своїми курортами.
Землі міськради охоплюють обширну смугу уздовж Чорного моря від бухти Чалка до середини Феодосійської затоки приблизно на 30 км і в глибину берега приблизно на 10 км. Адміністративно місту підпорядковано декілька крупних військових гарнізонів і гарнізонів унікальних оборонних підприємств, а також землі агрофірми «Коктебель». У міську територію включені й землі Карадазького заповідника. Площа регіону — 350 км².
Населення міськради 105 232 особи, з них 71 700 мешкає у Феодосії.
Офіційні мови: українська, кримськотатарська, російська.

## Адміністративний склад
До міськради окрім центру входить 16 інших населених пунктів, що підпорядковані 5 селищним, та 2 сільським радам, зокрема 5 селищ міського типу та 11 сіл. У дужках подано історичні назви сіл, що їх було змінено у 1944-48 роках після депортації кримських татар.
- м. (Феодосія) Кафа (Kefe)
- Берегова сільська рада
  - с. (Берегове) Коран-Елі (Qoran Eli)
  - с. Степове
- Коктебельська селищна рада
  - смт Коктебель (Köktöbel)
  - с. (Нанікове) Барак-Кьоль (Baraq Köl)
- Насипнівська сільська рада
  - с. (Насипне) Насипкой (Nasipköy)
  - с. (Ближнє) Бай-Буга (Bay Buğa)
  - с. Виноградне) Кюрей-Баши (Kürey Başı)
  - с. Герценберг (Hertsenberg)
  - с. Підгірне
  - с. (Сонячне) Паша-Тьопе (Paşa Töpe)
  - с. (Южне) Султан-Сала (Sultan Sala)
- Кайгадорська селищна рада
  - смт Кайгадор (Kaygador)
- Приморська селищна рада
  - смт Приморський) Хафуз (Hafuz)
- Щебетовська селищна рада
  - смт (Щебетовка) Отуз (Otuz)
  - с. Краснокам'янка) Кизилташ (Qızıltaş)
  - смт Курортне) Нижній Отуз (Aşağı Otuz)

## Населення
Розподіл населення за віком та статтю (2001)
| Стать | Всього | До 15 років | 15-24 | 25-44  | 45-64  | 65-85  | Понад 85 |
| --- | ------ | ----------- | ----- | ------ | ------ | ------ | -------- |
| Чоловіки | 49 689 | 7571        | 8842  | 14 397 | 13 231 | 5473   | 175      |
| Жінки | 59 096 | 7180        | 7387  | 15 909 | 17 522 | 10 422 | 676      |
| \| Статево-вікова піраміда \| Статево-вікова піраміда \| Статево-вікова піраміда \| \| ----------------------- \| ----------------------- \| ----------------------- \| \| Чоловіки \| Вік \| Жінки \| \| 175 \| 85 + \| 676 \| \| 348 \| 80-84 \| 1039 \| \| 1033 \| 75-79 \| 2398 \| \| 2030 \| 70-74 \| 3602 \| \| 2062 \| 65-69 \| 3383 \| \| 3322 \| 60-64 \| 4914 \| \| 2235 \| 55-59 \| 2769 \| \| 3646 \| 50-54 \| 4869 \| \| 4028 \| 45-49 \| 4970 \| \| 4056 \| 40-44 \| 4750 \| \| 3639 \| 35-39 \| 4152 \| \| 3166 \| 30-34 \| 3349 \| \| 3536 \| 25-29 \| 3658 \| \| 3868 \| 20-24 \| 3362 \| \| 4974 \| 15-20 \| 4025 \| \| 3649 \| 10-14 \| 3531 \| \| 2162 \| 5-9 \| 2073 \| \| 1760 \| 0-4 \| 1576 \| |        |             |       |        |        |        |          |
| Статево-вікова піраміда |        |             |       |        |        |        |          |
| Чоловіки | Вік    | Жінки       |       |        |        |        |          |
| 175 | 85 +   | 676         |       |        |        |        |          |
| 348 | 80-84  | 1039        |       |        |        |        |          |
| 1033 | 75-79  | 2398        |       |        |        |        |          |
| 2030 | 70-74  | 3602        |       |        |        |        |          |
| 2062 | 65-69  | 3383        |       |        |        |        |          |
| 3322 | 60-64  | 4914        |       |        |        |        |          |
| 2235 | 55-59  | 2769        |       |        |        |        |          |
| 3646 | 50-54  | 4869        |       |        |        |        |          |
| 4028 | 45-49  | 4970        |       |        |        |        |          |
| 4056 | 40-44  | 4750        |       |        |        |        |          |
| 3639 | 35-39  | 4152        |       |        |        |        |          |
| 3166 | 30-34  | 3349        |       |        |        |        |          |
| 3536 | 25-29  | 3658        |       |        |        |        |          |
| 3868 | 20-24  | 3362        |       |        |        |        |          |
| 4974 | 15-20  | 4025        |       |        |        |        |          |
| 3649 | 10-14  | 3531        |       |        |        |        |          |
| 2162 | 5-9    | 2073        |       |        |        |        |          |
| 1760 | 0-4    | 1576        |       |        |        |        |          |

## Склад ради
Рада складається з 42 депутатів та голови.
- Голова ради: Бартєнєв Олександр Володимирович
- Секретар ради: Щепетков Дмитро Сергійович

### Керівний склад попередніх скликань
| Прізвище, ім'я, по батькові      | Основні відомості                                                       | Дата обрання | Дата звільнення |
| -------------------------------- | ----------------------------------------------------------------------- | ------------ | --------------- |
| Шайдеров Володимир Олександрович | Міський голова, 1956 року народження, безпартійний                      | 26.03.2006   | 08.03.2008      |
| Бартєнєв Олександр Володимирович | Міський голова, 1956 року народження, освіта вища, член Партії регіонів | 25.12.2008   | 31.10.2010      |
| Бартєнєв Олександр Володимирович | Міський голова, 1956 року народження, освіта вища, член Партії регіонів | 31.10.2010   |                 |

Примітка: таблиця складена за даними сайту Верховної Ради України

### Депутати
За результатами місцевих виборів 2010 року депутатами ради стали:

#### За суб'єктами висування
| Суб'єкт висування                 | Кількість обраних депутатів | %    |
| --------------------------------- | --------------------------- | ---- |
| Партія регіонів                   | 35                          | 83,3 |
| Політична партія «Сильна Україна» | 3                           | 7,1  |
| Комуністична партія України       | 2                           | 4,8  |
| Політична партія «Руська єдність» | 2                           | 4,8  |

#### За округами
| № округу                          | Прізвище, ім'я, по батькові      | Дата визнання обраним | Освіта             | Партійна приналежність                  | Відомості про обраного депутата                                      |
| --------------------------------- | -------------------------------- | --------------------- | ------------------ | --------------------------------------- | -------------------------------------------------------------------- |
| Комуністична партія України       |                                  |                       |                    |                                         |                                                                      |
| б/м                               | Лукічев Роман Георгійович        | 05.11.2010            | вища               | член Комуністичної партії України       | ТОВ «Технопласт», директор                                           |
| б/м                               | Абдувалієв Таір Аметович         | 29.11.2010            | середня спеціальна | член Комуністичної партії України       | КТК «Амет», зав. Виробництвом кафе                                   |
| Партія регіонів                   |                                  |                       |                    |                                         |                                                                      |
| б/м                               | Єрмуракій Леонід Юхимович        | 05.11.2010            | вища               | член Партії регіонів                    | Колективне фермерське комерційне підприємство «Афганець», директор   |
| б/м                               | Борщ Людмила Михайлівна          | 05.11.2010            | вища               | член Партії регіонів                    | Феодосійська фінансово-економічна академія, керівник                 |
| б/м                               | Ступін Олександр Євгенович       | 05.11.2010            | вища               | член Партії регіонів                    | ТОВ «Никифоров», заступник директора                                 |
| б/м                               | Сахно Олександр Олександрович    | 05.11.2010            | вища               | член Партії регіонів                    | «Феодосійський міськкоопринкторг», директор                          |
| б/м                               | Бартєнєв Сергій Олександрович    | 05.11.2010            | вища               | член Партії регіонів                    | ТОВ «Кафа капітал», директор                                         |
| б/м                               | Дуцелович Валерій Михайлович     | 05.11.2010            | вища               | член Партії регіонів                    | приватний підприємець                                                |
| б/м                               | Богатирьов Олександр Ігорович    | 05.11.2010            | вища               | член Партії регіонів                    | тимчасово не працює                                                  |
| б/м                               | Давидов Георгій Віталійович      | 05.11.2010            | вища               | член Партії регіонів                    | Республіканський комітет із земельних ресурсів АРК, заступник голови |
| б/м                               | Нарбєков Ігор Аріджанович        | 05.11.2010            | вища               | член Партії регіонів                    | ТОВ «Олександрит», директор                                          |
| б/м                               | Ящишин Ігор Михайлович           | 05.11.2010            | вища               | член Партії регіонів                    | приватний підприємець                                                |
| б/м                               | Горденко Євген Володимирович     | 05.11.2010            | вища               | член Партії регіонів                    | комунальне підприємство «Рабус», директор                            |
| б/м                               | Раєцький Олександр Борисович     | 05.11.2010            | вища               | член Партії регіонів                    | Феодосійська міська рада, помічник міського голови                   |
| б/м                               | Дудко Віктор Васильович          | 05.11.2010            | вища               | член Партії регіонів                    | Феодосійська міська рада, керуючий справами                          |
| б/м                               | Шаповалов Юрій Володимирович     | 05.11.2010            | вища               | член Партії регіонів                    | ТОВ «Хаммер», директор                                               |
| б/м                               | Семеніна Галина Григорівна       | 05.11.2010            | вища               | член Партії регіонів                    | пенсіонер                                                            |
| 1                                 | Іванова Людмила Олексіївна       | 05.11.2010            | вища               | член Партії регіонів                    | Феодосійська міська поліклініка № 1, головний лікар                  |
| 2                                 | Алпатов Олег Олександрович       | 05.11.2010            | вища               | член Партії регіонів                    | колективне підприємство «Інтерскіф плюс», директор                   |
| 3                                 | Корабльов Володимир Петрович     | 05.11.2010            | вища               | член Партії регіонів                    | Феодосійській меблевій комбінат, директор                            |
| 4                                 | Щепетков Дмитро Сергійович       | 05.11.2010            | вища               | член Партії регіонів                    | Феодосійська дитяча лікарня з дитячою поліклінікою, головний лікар   |
| 5                                 | Саливанов Андрій Валерійович     | 05.11.2010            | вища               | член Партії регіонів                    | Феодосійська фінансова економічна Академія, заступник директора      |
| 6                                 | Гевчук Світлана Миколаївна       | 15.12.2011            | вища               | член Партії регіонів                    | ВАТ «Консоль» ЛТД, начальник управління маркетингу                   |
| 7                                 | Горбатенко Григорій Іванович     | 05.11.2010            | вища               | член Партії регіонів                    | пенсіонер                                                            |
| 8                                 | Форостян Сергій Володимирович    | 05.11.2010            | вища               | член Партії регіонів                    | ТОВ «Ірма», директор                                                 |
| 9                                 | Князев Олександр Геннадійович    | 11.06.2012            | вища               | член Партії регіонів                    | приватний підприємець                                                |
| 10                                | Лукашенко Микола Григорович      | 05.11.2010            | вища               | член Партії регіонів                    | пенсіонер                                                            |
| 11                                | Сімоненко Віктор Володимирович   | 05.11.2010            | вища               | член Партії регіонів                    | Феодосійська міська лікарня № 1, головний лікар                      |
| 12                                | Єлисєєв Юрій Сергійович          | 05.11.2010            | вища               | член Партії регіонів                    | приватний підприємець                                                |
| 13                                | Загодиренко Володимир Григорович | 05.11.2010            | вища               | член Партії регіонів                    | Феодосійська міська рада, керівник управління                        |
| 14                                | Козирев Іван Васильович          | 05.11.2010            | вища               | член Партії регіонів                    | кредитна спілка «Кафа», голова правління                             |
| 16                                | Налбантов Вехат Асанович         | 05.11.2010            | вища               | член Партії регіонів                    | КРП «ВПВКГ» м. Феодосія, керівник                                    |
| 17                                | Михайлов Віктор Євгенович        | 05.11.2010            | вища               | член Партії регіонів                    | Феодосійське відділення № 4550 ВАТ «Ощадбанк», керівник філії        |
| 18                                | Власов Олександр Вікторович      | 05.11.2010            | вища               | член Партії регіонів                    | Феодосійська міська рада, секретар                                   |
| 19                                | Степанов Борис Геннадійович      | 05.11.2010            | вища               | член Партії регіонів                    | тимчасово не працює                                                  |
| 20                                | Фоменко Олександр Миколайович    | 05.11.2010            | вища               | член Партії регіонів                    | управління охорони здоров'я Феодосійської міської раді, керівник     |
| 21                                | Тищенко Юрій Іванович            | 05.11.2010            | вища               | член Партії регіонів                    | тимчасово не працює                                                  |
| Політична партія «Руська Єдність» |                                  |                       |                    |                                         |                                                                      |
| б/м                               | Ачкасов Дмитро Володимирович     | 05.11.2010            | вища               | член Політичної партії «Руська Єдність» | приватний підприємець                                                |
| б/м                               | Вигурський Олег Леонідович       | 05.11.2010            | вища               | член Політичної партії «Руська Єдність» | приватний підприємець                                                |
| Політична партія «Сильна Україна» |                                  |                       |                    |                                         |                                                                      |
| б/м                               | Купрієнко Михайло Дмитрович      | 05.11.2010            | вища               | член Політичної партії «Сильна Україна» | ТОВ «АКВА 2006», директор                                            |
| б/м                               | Гаврилов Андрій Вікторович       | 05.11.2010            | вища               | член Політичної партії «Сильна Україна» | ТОВ «Югкримстрой», директор                                          |
| 15                                | Третіник Олександр Вікторович    | 05.11.2010            | вища               | член Політичної партії «Сильна Україна» | ТОВ «Фірма Гіацинт», заступник директора                             |

## Економіка
Сільське населення займається виноградарством, виноробством, вирощує фрукти, займається ловом риби в морі. У радянські часи район був надзвичайно насичений військами та оборонними заводами, багато з яких унікальні. Тут конструювали та шили парашути для космічних апаратів (Феодосійська філія НДІ аеропружних систем). Біля заводів створювалися селища, до недавніх пір закриті, а зараз що приймають туристів. Порт Феодосії не тільки крупний торговий і риболовецький, а ще і найбільший центр торгівлі нафтою. Її переробляють на місці в різноманітні ГСМ. На території багато курортів. Працює тютюнова фабрика в Феодосії, заснована колись мільйонером Стамболі, що починав зі збору недопалків на місцевій набережній. Від радянського минулого залишилася панчішна фабрика.

## Транспортне сполучення
Найближчий цивільний аеропорт знаходиться у Сімферополі. У Феодосії розташовані дві залізничні станції — Айвазовська та Феодосія.
Територією міськради проходить автошлях E97.

## Пам'ятки
На території Феодосійської міськради на обліку перебуває 70 пам'яток історії, з яких 47 — у Феодосії.